# Kuźnica (Zeitschrift)
Kuźnica (polnisch für: Schmiede) war eine polnische literarische Wochenschrift. Sie erschien 1945–1949 in Lodz und 1949–1950 in Warschau. Der erste Herausgeber war Stefan Żółkiewski, ihm folgte ab 1949 Paweł Hoffman. Die Zeitschrift hatte Einfluss auf die Verbreitung einer marxistischen Literatur- und Kunstauffassung in Polen. In Kuźnica veröffentlichten u. a. die Schriftsteller Kazimierz Brandys, Paweł Hertz, Mieczysław Jastrun, Adam Ważyk und Juliusz Żuławski sowie die Literaturtheoretiker Jan Kott und Ryszard Matuszewski. 1950 wurde sie mit Odrodzenie zu der neuen Literaturzeitschrift Nowa Kultura zusammengelegt, die bis 1963 existierte.

## Quelle
- Otto Mallek: Kuźnica. In: Herbert Greiner-Mai (Hrsg.): Kleines Wörterbuch der Weltliteratur. VEB Bibliographisches Institut Leipzig 1983. S. 159.